# Домбровиця (Тарнобжезький повіт)
Домбровиця (пол. Dąbrowica) — село в Польщі, у гміні Баранув-Сандомерський Тарнобжезького повіту Підкарпатського воєводства.
Населення — 1258 осіб (2011).
У 1975—1998 роках село належало до Тарнобжезького воєводства.

## Демографія
Демографічна структура станом на 31 березня 2011 року:
|          | Загалом | Допрацездатний вік | Працездатний вік | Постпрацездатний вік |
| -------- | ------- | ------------------ | ---------------- | -------------------- |
| Чоловіки | 636     | 143                | 409              | 84                   |
| Жінки    | 622     | 120                | 365              | 137                  |
| Разом    | 1258    | 263                | 774              | 221                  |